# Donaghadee
Donaghadee es una localidad situada en el municipio de Ards y Down Norte, en el condado de Down, Irlanda del Norte (Reino Unido). Según el censo de 2021, tiene una población de 7321 habitantes.
Está ubicada en la península de Ards, sobre la costa del mar de Irlanda (océano Atlántico) y al este de la ciudad de Belfast.